# Bebedero
Bebedero è un distretto della Costa Rica facente parte del cantone di Cañas, nella provincia di Guanacaste.
Bebedero comprende 3 rioni (barrios):
- Bebedero
- Paso Hondo
- Taboga